# Liste der Markgrafen und Herzöge von Österreich im Mittelalter

Wappen von Österreich, der Bindenschild

In dieser Liste der Markgrafen und Herzöge von Österreich im Mittelalter sind alle Personen aufgeführt, die diesen Titel getragen haben. Nicht alle haben allerdings tatsächlich als Herzöge regiert und waren Landesherren zu Österreich. Bei den Habsburgern im Mittelalter war es Brauch, alle männlichen Familienmitglieder familienintern mit Ordnungszahlen zu versehen und als Regenten zu zählen. Namen wie beispielsweise Rudolf III. (der nur kurz in Böhmen regiert hat) oder Friedrich III. (der gar nicht regiert hat) sind in dieser Liste daher ebenfalls enthalten.

## Markgrafen in der Marcha orientalis
Seit der Erstnennung des Landstrichs Ostarrîchi 996 entwickelt sich die bairische Marcha orientalis (aus dem lat.: „östliche Mark“), deren Name sich langsam in Marcha Austria aus dem Althochdeutschen: „östlich, im Osten“ wandelt. So wird sie auch in der Urkunde Privilegium minus 1156 genannt, als sie in ein Herzogtum umgewandelt und von Baiern unabhängig wird.
| Name                                              | Geschlecht  | Titel                                                                    | von  | bis      |
| ------------------------------------------------- | ----------- | ------------------------------------------------------------------------ | ---- | -------- |
| Wilhelm II. und dessen Bruder Engelschalk I.      | Wilhelminer | Markgraf der Marcha orientalis                                           |      | 871      |
| Aribo I., zeitweise verdrängt von Engelschalk II. | Aribonen    | Markgraf der Marcha orientalis, Graf im Traungau                         | 871  | nach 909 |
| Burkhard                                          |             | Markgraf der Marcha orientalis                                           | 955  | 976      |
| Leopold I., auch Liutpold I., der Durchlauchtigte | Babenberger | Markgraf der Marcha orientalis                                           | 976  | 994      |
| Heinrich I., der Widerspenstige                   | Babenberger | Markgraf der Marcha orientalis                                           | 994  | 1018     |
| Adalbert, der Siegreiche                          | Babenberger | Markgraf der Marcha orientalis                                           | 1018 | 1055     |
| Ernst, der Strenge/Streitbare/Tapfere             | Babenberger | Markgraf der Marcha orientalis                                           | 1055 | 1075     |
| Leopold II., der Schöne                           | Babenberger | Markgraf der Marcha orientalis                                           | 1075 | 1095     |
| Leopold III., der Heilige                         | Babenberger | Markgraf der Marcha orientalis                                           | 1095 | 1136     |
| Leopold IV., der Freigebige                       | Babenberger | Markgraf der Marcha orientalis, Herzog von Bayern (ab 1139)              | 1136 | 1141     |
| Heinrich II., Jasomirgott                         | Babenberger | Markgraf der Marcha orientalis (bis 1156), Herzog von Bayern (1141–1156) | 1141 | 1156     |

## Herzöge von Österreich
Die Mark Österreich wird am 8. September 1156 von Kaiser Friedrich I. Barbarossa auf dem Hoftag in Kreuzhof bei Regensburg durch das Privilegium minus aus dem Herzogtum Bayern herausgelöst und zu einem eigenständigen Herzogtum umgewandelt.
| Name                          | Geschlecht  | Titel                                                  | von  | bis  |
| ----------------------------- | ----------- | ------------------------------------------------------ | ---- | ---- |
| Heinrich II., Jasomirgott     | Babenberger | Herzog von Österreich (ab 1156)                        | 1156 | 1177 |
| Leopold V., der Tugendreiche  | Babenberger | Herzog von Österreich, Herzog der Steiermark (ab 1192) | 1177 | 1194 |
| Friedrich I., der Katholische | Babenberger | Herzog von Österreich                                  | 1194 | 1198 |
| Leopold VI., der Glorreiche   | Babenberger | Herzog von Österreich, Herzog der Steiermark (ab 1194) | 1198 | 1230 |
| Friedrich II., der Streitbare | Babenberger | Herzog von Österreich, Herzog der Steiermark           | 1230 | 1246 |

## Österreichisches Interregnum
Die Zeit zwischen dem Ende der Babenberger und Ottokar Přemysl oder aber der Neubelehnung mit dem Haus Habsburg bezeichnet man allgemein als Österreichisches Interregnum, auch die herrscherlose Zeit, da auch die Oberhoheit des böhmischen Königs Ottokar im Reich nicht anerkannt wurde.
| Name                          | Geschlecht      | weitere Titel                                                                                       | von               | Anmerkung | bis               | Anmerkung |
| ----------------------------- | --------------- | --------------------------------------------------------------------------------------------------- | ----------------- | --- | ----------------- | --- |
| Gertrud (in Ausübung)         | Babenberger     | (Herzogin von Österreich)                                                                           | 15. Juni 1246     | erbberechtigt nach Privilegium minus; 1246 ⚭ Wladislaw von Böhmen; Mitte 1248 ⚭ Hermann von Baden; Sommer 1252 ⚭ Roman von Halicz | 1251              | 3. April 1254 Besitzwechsel im Frieden von Ofen, kein Verzicht auf Erbanspruch, 1267 Besitz von Ottokar eingezogen, 1269 verbannt; † 1288 als Äbtissin                                                                  |
| Wladislaw von Böhmen (Regent) | Přemysliden     | | 1246              | ⚭ Gertrud; keine Belehnung | 3. Jänner 1247    | † |
| (Otto, Statthalter)           | (Eberstein)     | Graf                                                                                                | Jänner 1247       | | 1248              | |
| (Otto, Statthalter)           | (Wittelsbacher) | Herzog von Bayern                                                                                   | 1248              | | Dezember 1248     | |
| Hermann (Prätendent)          | Zähringer       | Markgraf von Verona und Baden                                                                       | Mitte 1248        | ⚭ Gertrud: Huldigung der Stände unterbleibt | 4. Oktober 1249   | † |
| Friedrich (Prätendent)        | Zähringer       | Markgraf von Verona und Baden                                                                       | 4. Oktober 1249   | geb. 1249, kein Verzicht auf Erbanspruch, zieht nach Bayern und Italien | 29. Oktober 1268  | † in Neapel |
| (Meinhard, Statthalter)       | (Meinhardiner)  | Graf von Görz und Istrien                                                                           | Dezember 1248     | | 1250              | |
| Ottokar                       | Přemysliden     | König von Böhmen (ab 1253), Herzog der Steiermark (ab 1261), Herzog von Kärnten und Krain (ab 1269) | 1251              | von Wenzel von Böhmen als Statthalter eingesetzt, später von den Ständen zum Herzog gewählt; 11. Februar 1252 ⚭ Margarete von Babenberg (erbberechtigt nach Privilegium minus); 3. April 1254 Frieden von Ofen: Verzicht Gertuds auf ihren Erbanspruch | 21. November 1276 | Aufgabe und Huldigung im Ersten Feldzug König Rudolf I. von Habsburg; Juni 1275 Reichsacht wegen Nichtherausgabe der Lehen (damit seitens des Reiches vakant); † 26. August 1278 Schlacht bei Dürnkrut und Jedenspeigen |
| (Heinrich, Statthalter)       | (Wittelsbacher) | Herzog (I.) von Niederbayern                                                                        | 21. November 1276 | Pacht (Mitgiftversprechung der Tochter Rudolfs) | Juni 1278         | wegen Überlaufens zum Feind abgesetzt, Amt vakant |
| (Albrecht, Reichsverweser)    | (Habsburger)    | | Mai 1281          | von Rudolf in Wien eingesetzt | 17. Dezember 1282 | Belehnung als Herzog am Reichstag von Augsburg |

## Habsburgische Herzöge nach König Rudolf
Nach der Reichsacht Ottokars II. fallen Österreich, Steiermark, Kärnten und die Krain wieder ans Reich zurück. Der römisch-deutsche König Rudolf I. von Habsburg belehnt daraufhin 1282 seinen Sohn Albrecht mit Österreich und der Steiermark.
| Name                                   | Geschlecht | Titel                                                                                      | von  | bis  |
| -------------------------------------- | ---------- | ------------------------------------------------------------------------------------------ | ---- | ---- |
| Albrecht I.                            | Habsburger | Herzog von Österreich, Herzog der Steiermark                                               | 1282 | 1308 |
| Rudolf II.                             | Habsburger | Herzog von Österreich, dann Regent der Vorlande                                            | 1282 | 1283 |
| Rudolf III.                            | Habsburger | Herzog von Österreich, Herzog der Steiermark                                               | 1298 | 1306 |
| Friedrich III., der Schöne             | Habsburger | Herzog von Österreich, Herzog der Steiermark                                               | 1308 | 1330 |
| Leopold I., der Glorwürdige            | Habsburger | Herzog von Österreich, Herzog der Steiermark                                               | 1308 | 1326 |
| Albrecht II., der Weise oder der Lahme | Habsburger | Herzog von Österreich, Herzog der Steiermark, Herzog von Kärnten                           | 1330 | 1358 |
| Otto der Fröhliche                     | Habsburger | Herzog von Österreich, Herzog der Steiermark, Herzog von Kärnten                           | 1330 | 1339 |
| Rudolf IV., der Stifter                | Habsburger | Herzog von Österreich, Herzog der Steiermark, Herzog von Kärnten, Graf von Tirol (ab 1363) | 1358 | 1365 |

## Erste Habsburgische Teilung nach Rudolf dem Stifter
Albrecht II. hatte verfügt, dass seine Söhne gemeinsam regieren sollten, was sich aber nicht verwirklichen ließ. Nach dem Tod von Rudolf IV. kam es 1379 zu einer ersten offiziellen Herrschaftsteilung im Vertrag von Neuberg an der Mürz und in der Folge zu weiteren Teilungen, so zum Beispiel 1395 im Vertrag von Hollenburg oder 1396 im Vertrag zu Wien, Wirren und Erbstreitigkeiten. Erst unter Friedrich V. (als Friedrich III. römisch-deutscher Kaiser) und seinem Sohn Maximilian I. wurden die Länder der Habsburger zwischen 1463 und 1490 wieder in einer Hand vereinigt.
| Albertinische Linie                         | Albertinische Linie | Albertinische Linie | Albertinische Linie | Albertinische Linie |
| Name                                        | Geschlecht          | Titel | von                 | bis                 |
| ------------------------------------------- | ------------------- | --- | ------------------- | ------------------- |
| Albrecht III.                               | Habsburger          | Herzog von Österreich | 1365                | 1395                |
| Albrecht IV.                                | Habsburger          | Herzog von Österreich | 1395                | 1404                |
| Albrecht V.                                 | Habsburger          | Herzog von Österreich (ab 1411), Römisch-deutscher König Albrecht II. (ab 1438), König von Ungarn (ab 1438), König von Böhmen (ab 1438) | 1404                | 1439                |
| Ladislaus Postumus                          | Habsburger          | Herzog von Österreich, König von Ungarn, König von Böhmen                                                                               | 1440                | 1457                |
| Leopoldinische Linie                        |                     | |                     |                     |
| Name                                        | Geschlecht          | Titel | von                 | bis                 |
| Leopold III.                                | Habsburger          | Herzog von Österreich, Herzog der Steiermark, Herzog von Kärnten                                                                        | 1365                | 1386                |
| Wilhelm, der Ehrgeizige                     | Habsburger          | Herzog von Österreich | 1386                | 1406                |
| Leopold IV.                                 | Habsburger          | Herzog von Österreich, Graf von Tirol (1396-1406)                                                                                       | 1386                | 1411                |
| Ernst der Eiserne                           | Habsburger          | Herzog von Österreich | 1406                | 1424                |
| Friedrich IV., Friedl mit der leeren Tasche | Habsburger          | Graf von Tirol | 1406                | 1439                |
| Friedrich V.                                | Habsburger          | Herzog von Österreich | 1439                | 1493                |
| Siegmund, der Münzreiche                    | Habsburger          | Herzog von Österreich, Graf von Tirol                                                                                                   | 1439                | 1490                |
| Albrecht VI., der Freigebige                | Habsburger          | Herzog von Österreich | 1446                | 1463                |

## Belege
1. ↑  Johann Loserth: Rudolf I. In: Allgemeine Deutsche Biographie (ADB). Band 29, Duncker & Humblot, Leipzig 1889, S. 488.